# 不丹国徽
不丹國徽（宗喀語：རྒྱལ་ཡོངས་ལས་རྟགས་，威利：rgyal-yongs las-rtags）圖案相當複雜，包含很多物件和符號，大部分與佛教有關。
國徽包含一個圓圈，雌雄雙龍代表國名的含義—雷霆萬鈞之龍國，雙龍踏在意味著純淨之土的蓮花之上，並托著光明之火；四方皇冠和珠寶象徵王室的權力，金剛杵代表世俗與宗教之間的和諧。